# 空軍野戦師団
空軍野戦師団（くうぐんやせんしだん、独: Luftwaffen-Feld-Divisionen）は、第二次世界大戦において、ドイツ空軍が擁した地上戦部隊のことである。陸上兵力の損耗を補うために、従来から擁していた降下猟兵（空挺兵）とは別に空軍の地上要員でもって編成した。

## 歴史
1942年、当時ドイツ陸軍は東部戦線で大きな損害を受けており、その戦力を補強するために空軍および海軍から人員を転属させるという提案がなされた。空軍総司令官ヘルマン・ゲーリングはそれを嫌い、空軍管轄下の歩兵部隊を組織するという代案を提出した（その理由の一部には少なくとも保守的な陸軍との政治思想の違いによるものがあった）。この計画は承認され、1942年10月、20万から25万人の空軍地上要員、支援部隊および余剰人員により「空軍野戦師団」が創設された。
空軍野戦師団は当初1個師団あたり2個連隊（1個連隊あたり2ないし3個猟兵大隊）、1個砲兵大隊およびその他支援部隊で編成されたが、それは陸軍の「師団」と比較して小規模なもので、装備も他の陸軍や武装親衛隊が優先されたため貧弱だった。そしてゲーリングの個人的な命令により、比較的平穏な戦線での防衛任務に制限されるよう取り計らわれた。ほとんどの部隊は、（他の戦域でも戦ったが）その存在期間の多くを東部戦線で費やした。参加した戦闘には主なもので「北の小さなスターリングラード」と呼ばれたヴェリーキエ・ルーキでのヴェリーキエ・ルーキ撤退戦、バグラチオン作戦におけるヴィチェプスク防衛戦やクールラント包囲戦などがあった。
1943年11月、それまで空軍の指揮下にあった空軍野戦師団で解散していなかった部隊はすべて陸軍に移管されることになった。陸軍は空軍野戦師団を陸軍歩兵師団の標準（3個歩兵連隊、1個連隊当たり2個大隊）に合わせ再編成し、将校は陸軍士官に置き換えた。師団の番号は既に同じ番号の師団が陸軍に存在したため、「空軍」の名称はつけたままとされた。これら部隊は、陸軍に移管されるまで（その多くはその後しばらくの間も）ドイツ空軍標準の青色（Luftwaffe feldblau、ルフトヴァッフェ・フェルトブラウ。フェルトブラウは英語ならば『フィールドブルー』に相当する）の軍服を着用しており、これは敵軍から容易に識別されてしまうといわれた。
ドイツ空軍の高い徴兵規準にもかかわらず、陸戦部隊としての彼らは評判は芳しくなかった。士官と下士官の訓練不足、低い士気、そして貧弱な装備により、空軍野戦師団は戦略的にみれば総じてその存在は無視してよいとみなされた。

## 師団
- 第1空軍野戦師団
- 第2空軍野戦師団
- 第3空軍野戦師団
- 第4空軍野戦師団
- 第5空軍野戦師団
- 第6空軍野戦師団
- 第7空軍野戦師団
- 第8空軍野戦師団
- 第9空軍野戦師団
- 第10空軍野戦師団
- 第11空軍野戦師団
- 第12空軍野戦師団
- 第13空軍野戦師団
- 第14空軍野戦師団
- 第15空軍野戦師団
- 第16空軍野戦師団
- 第17空軍野戦師団
- 第18空軍野戦師団
- 第19空軍野戦師団（のちの第19空軍突撃師団）
- 第20空軍野戦師団（のちの第20空軍突撃師団）
- 第21空軍野戦師団（前のマインドル師団）
- 第22空軍野戦師団 - 編成されず。予定されていた部隊は他の師団に配属された。